# Coenosia nodosa
Coenosia nodosa är en tvåvingeart som beskrevs av Stein 1913. Coenosia nodosa ingår i släktet Coenosia och familjen husflugor. Inga underarter finns listade i Catalogue of Life.